# Eremophysa roehrei
Eremophysa roehrei är en fjärilsart som beskrevs av Charles Boursin 1961. Eremophysa roehrei ingår i släktet Eremophysa och familjen nattflyn. Inga underarter finns listade i Catalogue of Life.